# Latalus curtus
Latalus curtus är en insektsart som beskrevs av Beamer och Leonard D. Tuthill 1934. Latalus curtus ingår i släktet Latalus och familjen dvärgstritar. Inga underarter finns listade i Catalogue of Life.